# Río Little (Texas)
El río Little (del inglés: Little River), literalmente, 'río pequeño') es un río que discurre por la región de Texas central, perteneciente a la cuenca del río Brazos. Está formado por la confluencia del río Leon (298 km) y el río Lampasas (120 km) cerca de la localidad homónima de Little River en el condado de Bell. Fluye generalmente hacia el sureste durante unos 120 km hasta su desembocadura en el río Brazos a unos ocho kilómetros al suroeste de Hearne (4459 hab. en el censo de 2010), en un sitio llamado Port Sullivan en el condado de Milam. El río Little tiene un tercer afluente, el río San Gabriel, que se une al Little a unos 12 km al norte de Rockdale (5595 hab. y a 8 km al suroeste de Cameron (5552 hab.). Cameron, la sede del condado de Milam y la única ciudad de cualquier tamaño significativo en el río Little, fue establecida en 1846.
El sistema Little-Leon alcanza los 418 km y drena una amplia cuenca hidrográfica de 19 580 km² de tierras agrícolas llanas. El Little es un río de movimiento lento, sin rápidos, por lo que no se utiliza activamente para practicar el canotaje recreativo o kayak. La vegetación a lo largo de sus orillas es principalmente de sauces, álamos, nueces, olmos y sicomoros. Uno de los pocos casos de uso comercial del agua del río se produjo en la década de 1980, cuando se construyeron instalaciones de bombeo en el río Little al oeste de Minerva para complementar el suministro de agua de Alcoa Lake.
El río Little ha tenido varios nombres. En 1716, Domingo Ramón llegó al río y le dio el nombre de San Andrés. Cuando el marqués de San Miguel de Aguayo arribó al río en 1719, le dio el nombre de Espíritu Santo, porque lo encontró en la vísperas de Pentecostés. Pedro de Rivera y Villalón encontró el río en 1727 y creyó que era simplemente un brazo del río Brazos. El nombre de río San Andrés se utilizó generalmente en la época colonial; sin embargo, en los primeros años de la República de Texas el río pasó a llamarse río Little.
Varios artefactos que datan del período arcaico han sido descubiertos en el valle del río Little. Estos hallazgos indican que el área ha sido lugar de asentamientos humanos desde hace miles de años. Los exploradores españoles descubrieron miembros de las tribus lipanes apache y tonkawa viviendo a lo largo del río a principios del siglo XVIII. Los indígenas fueron desplazados gradualmente a medida que los colonos europeos y estadounidenses comenzaron a llegar en la década de 1840.

## Río Leon

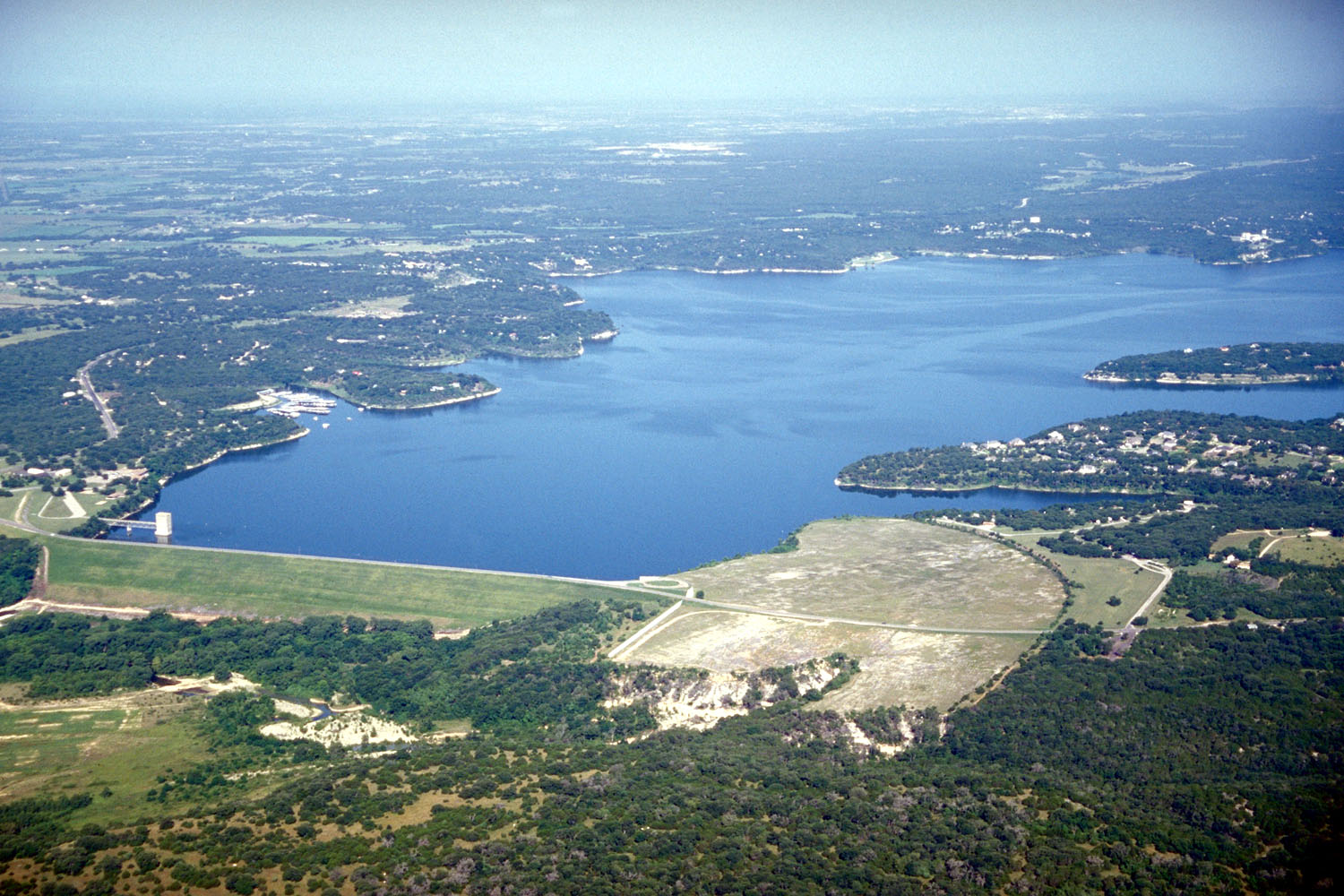
Vista área del lago Belton

El río Leon (del inglés: Leon River), nótese que no está acentuado) es un río del centro de Texas, que en su confluencia con el río Lampasas da lugar al río Little, cerca de la localidad de Little River. El Leon se forma por la confluencia de los ramales Norte, Centro y Sur (North, Middle, and South Forks) en el condado de Eastland y fluye unos 298 km en dirección general sureste hasta unirse al Lampasas. Los tramos superiores del Leon no facilitan el uso recreativo ya que su curso sólo tiene agua suficiente durante los períodos de fuerte escorrentía. El Leon está embalsado unos 8 km al noroeste de la ciudad de Belton (18 216 hab. en el censo de 2010) para formar el lago Belton  (Belton Lake, de 50,12 km², un centro de control de inundaciones y fuente de agua potable construido en 1954 para Belton y el área de Temple (66 102 hab.). Desde la base de la presa de Belton, el Leon sigue un curso sureste durante unos 19 km hasta la confluencia con el Lampasas. Las secciones inferiores del Leon tienen un flujo adecuado de agua para el uso recreativo todo el año. Estas secciones inferiores del río pasan a través de una parte pintoresca del área de Cross Timbers de Central Texas.
El río Leon lleva su nombre en memoria del explorador español y gobernador colonial Alonso de León (1639 o 1640-1691).

## Río Lampasas

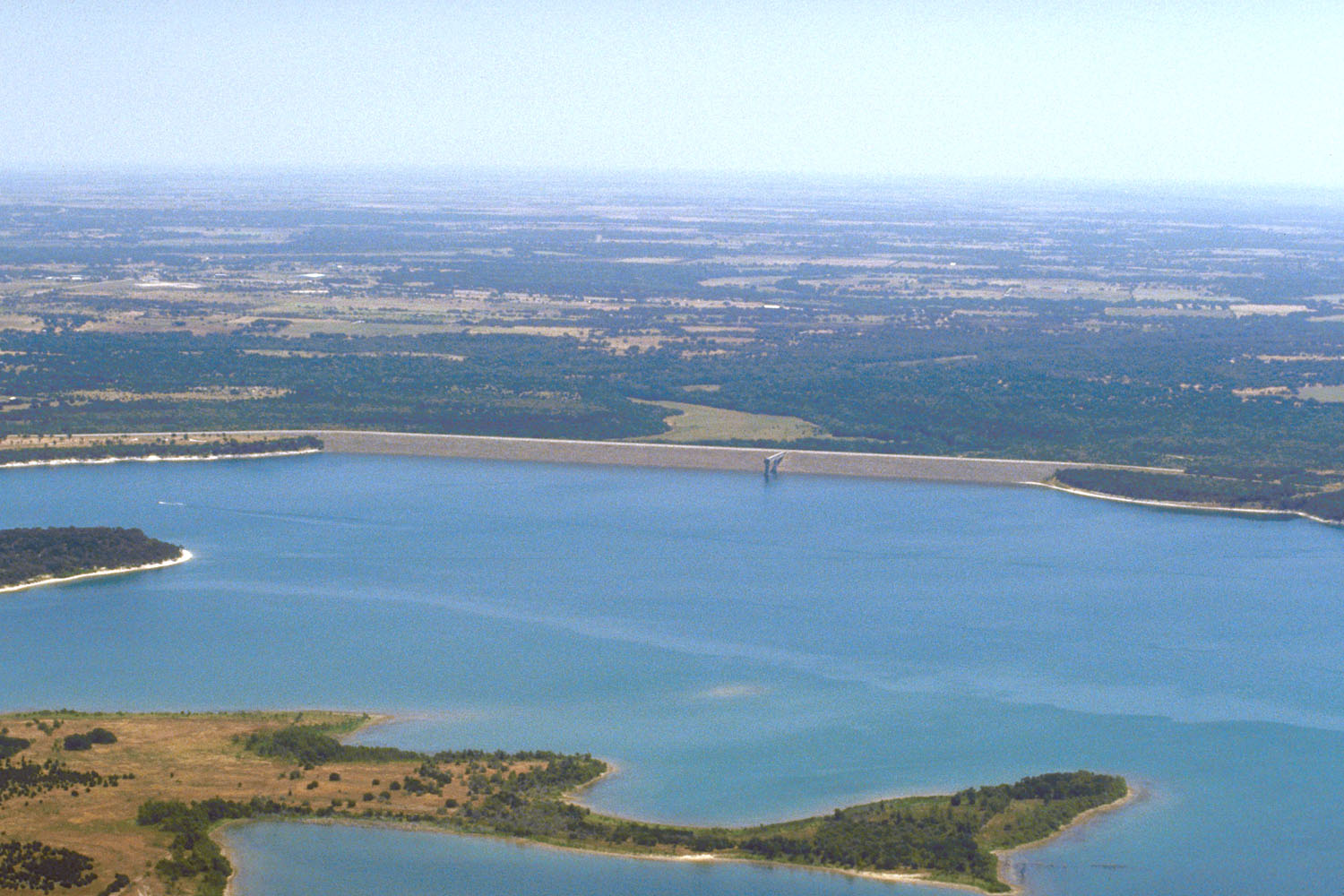
Vista área del lago Stillhouse Hollow

Las cabeceras del río Lampasas (del inglés: Lampasas River) se encuentran en el oeste del condado de Hamilton, unos 26 km al oeste de la sede condal, Hamilton (3095 hab.). Fluye en dirección sudeste unos 120 km, corriendo por los condados de Lampasas, Burnet y Bell. En el condado de Bell, el Lampasas gira al noreste y está retenido 8 km al sureste de Belton por una presa que forma el lago Stillhouse Hollow (Stillhouse Hollow Lake, de 26,02 km², inundada en 1968). El río continúa unos 14,5 km después de Stillhouse Hollow hasta la confluencia con el río Leon cerca de la pequeña localidad de Little River. Los principales afluentes del Lampasas son los arroyos Bennett, Lucy, Sulpher, Simms, School y Turkey. El Lampasas pasa a través de terrenos llanos con depresiones poco profundas, suelos superficiales de arcilla y margas arenosas que permiten el crecimiento de especies tolerantes a la escasez de agua, como frondosas de maderas duras, coníferas y pastos. El río tiene en general un flujo adecuado para practicar el piragüismo y el kayaking con algunos rápidos notables que proporcionan fuertes emociones, especialmente después de las tormentas. En particular, el Lampasas sube y fluye más fuerte en la meseta de Edwards, una zona con acantilados de piedra caliza y una geografía fluvial que produce rápidos caudales en ríos moderados.
El nombre del río puede provenir de la ciudad mexicana de Lampazos, derivando su nombre de los exploradores españoles que viajaron al norte de México en la expedición de Aguayo de 1721. Los registros indican que el nombre del río precede al establecimiento del condado en al menos 100 años. Los registros históricos revelan que al menos 56 personas residían a lo largo del río en 1850. Las comunidades que actualmente se encuentran a lo largo del Lampasas son Adamsville, Rumley, Kempner (1004 hab.) y Oakalla (45 hab.).

## Río San Gabriel

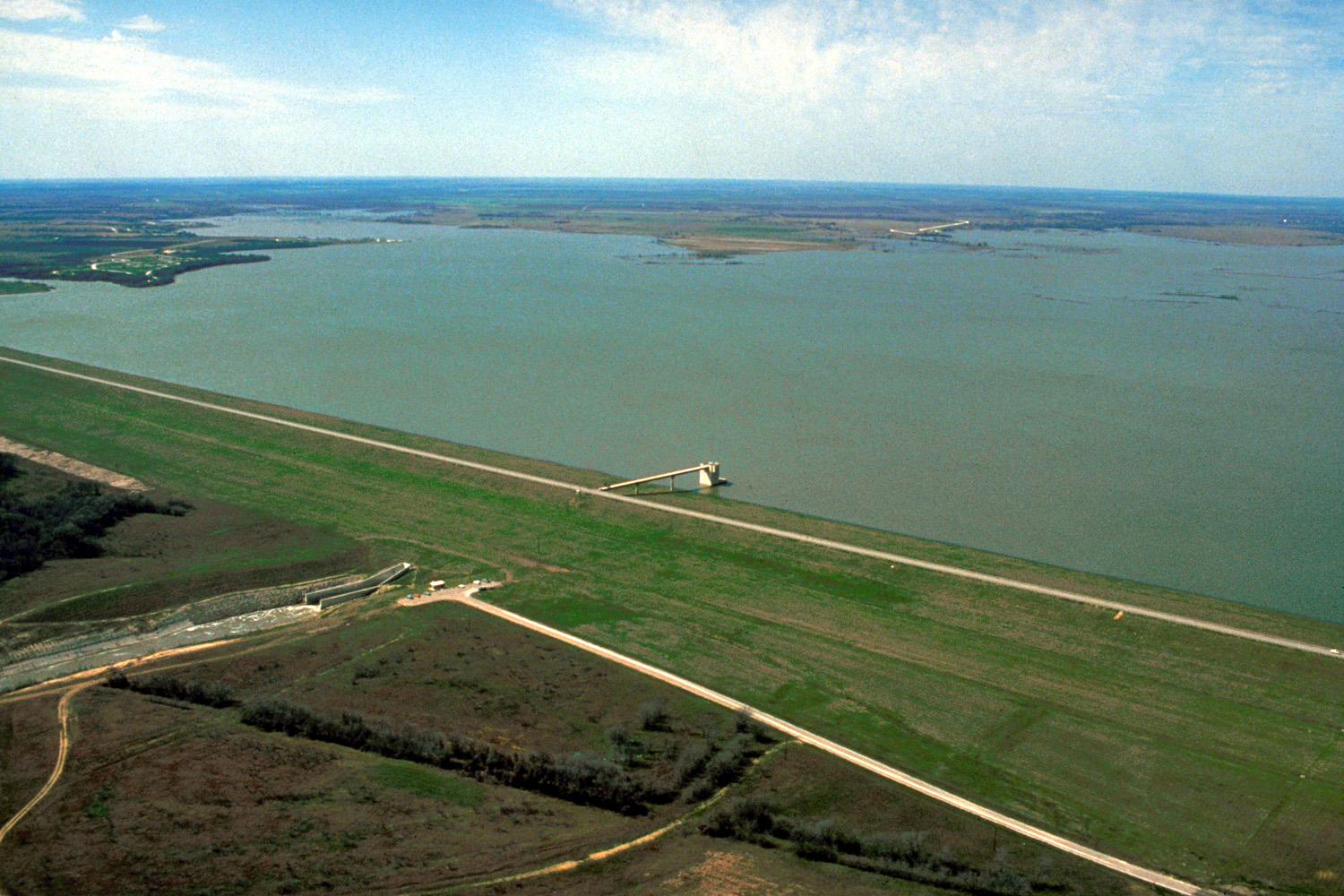
Vista área del lago Granger

El tercer afluente principal del río Little es el río San Gabriel (del inglés: San Gabriel River) que se forma en Georgetown, en el parque San Gabriel Park, en la confluencia de los ramales Norte y Sur (North and South Forks). A unos 32 km al este de Georgetown, el río está embalsado en Granger para formar el lago Granger (Granger Lake,de 16,45 km², inundado en 1980). El río fluye luego unos 48 kilómetros más en dirección noreste hasta su confluencia con el río Little, a unos cinco kilómetros al sur de Cameron.
La geografía a lo largo del San Gabriel es muy variada, con densa vegetación en sus orillas y ocasionales acantilados de piedra caliza en la escarpa de Balcones (Balcones Escarpment) de Blackland Prairie. Los niveles de agua fluctúan en toda la longitud del río. Salvo durante los períodos secos del verano, normalmente hay suficiente agua para su uso recreativo. Las ciudades y pueblos más destacados a lo largo del San Gabriel son Rockdale, Thorndale, Granger, Taylor, Georgetown, Bertram y Burnet.
El ramal Sur del San Gabriel (South Fork of the San Gabriel) se forma a unos 6,5 km al este de Burnet en el condado homónimo de Burnet, discurriendo 52 km al este a través del condado de Williamson antes de su unión con el ramal Norte (North Fork) en Georgetown. El ramal Norte se forma a 19 km al norte de Burnet, también en el condado de Burnet, y fluye hacia el sur durante 69 km por el condado de Williamson hasta su confluencia con el ramal Sur en Georgetown. El ramal Norte está embalsado a unos cinco km al noroeste de la confluencia de los dos ramales para formar el pequeño lago Georgetown (5,25 km², inundado en 1979). Los dos ramales son muy similares. Ambos son ríos pintorescos, sinuosos, con numerosos acantilados de piedra caliza. Sin embargo, el uso recreativo está restringido a los períodos de lluvias suficientes, ya que tiendes a no mantener un flujo de agua constante.
El San Gabriel tiene otros dos afluentes, los ramales Russell y Medio: el ramal Russell (Russell Fork) comienza a unos 9,5 km al norte de Burnet y luego desemboca en el ramal Norte; y el ramal Medio (Middle Fork) se forma 8 km al este de Liberty Hill, en el condado de Williamson, y luego fluye hacia el este hasta su confluencia con el ramal Norte a 1,5 km al oeste de la I-35 cerca de los límites occidentales de la ciudad de Georgetown. Otros afluentes estacionales del San Gabriel son los arroyos Brushy, Alligator, Opossum, Berry, Pean, Little y Oatmeal.
El río fue nombrado río de San Francisco Xavier por la expedición de Ramón en 1716 y también se registró en los diarios de la expedición de Aguayo de 1721. En su mapa de 1828, Stephen F. Austin, erróneamente, le llamara río «San Javriel» —una transposición errónea de «San Javier»—, que luego se transformó en «San Gabriel». Las misiones de San Xavier fueron fundadas en 1745 a lo largo del río a pocos kilómetros aguas arriba de la desembocadura del arroyo Brushy, uno de sus afluentes menores. En mayo de 1839 el San Gabriel fue el escenario de la batalla del San Gabriels, una de las más importantes luchas indias en el estado. El arroyo Brushy fue también el lugar de la batalla de Brushy Creek en febrero de 1839.